# Саломея с головой Иоанна Крестителя
«Саломея с головой Иоанна Крестителя» — картина фламандского художника Питера Пауля Рубенса, написанная в 1609 году. Более 200 лет считалась утраченной. Находится в частной коллекции. Дважды выставлялась в Лондонской национальной галерее.

## История
После обучения у Отто ван Веена в Антверпене, 9 мая 1600 года Рубенс отправился в Италию, где занял место при дворе Винченцо Гонзага, герцога Мантуи. В течение следующих пяти лет Рубенс жил в Мантуе, но много путешествовал, проводя время в Венеции, Риме, Генуе, Флоренции и Испании. В 1605 году он переехал в Рим, где жил до 1608 года, после чего вернулся в Антверпен, получив известие о болезни матери. К тому времени Рубенс создал индивидуальный стиль сочетающий скульптурные формы Микеланджело и флорентийские традиции, соединённые с цветовой палитрой венецианских художников прошлого века, таких как Тициан и Тинторетто, а также с драматизмом Караваджо.
Картина датируется 1609 годом, и входит в группу картин, написанных художником сразу после его возвращения из Италии в декабре 1608 года. Рубенс продемонстрировал непревзойденное мастерство в серии картин, созданных всего за три года: алтарные триптихи «Воздвижение креста» и «Снятие с креста», написанные для Антверпенского собора (1610—1611 и 1612—1615), «Самсон и Далила» (1609—1610) и «Избиение младенцев» (1610).
Одной из поразительных особенностей картин Рубенса написанных в Антверпене, является использование последовательной цветовой палитры по всей плоскости картины. На картине «Саломея с головой Иоанна Крестителя» последовательность следующая: слева красная, затем синяя и пурпурно-серая в одеянии палача, тёмно-зелёная в платье Иродиады и ярко-желтая и красная в платье Саломеи. Использование цвета Рубенсом является противопоставлением венецианской цветовой гамме. Те же цвета повторяются и используются таким же образом в «Избиении младенцев», «Самсоне и Далиле», в алтарных триптихах, и в ряде других картин этого периода, но та же последовательность цветов также встречаются и в картинах римского периода Рубенса, таких как эскиз для алтаря Кьеза Нуова и «Геркулес и Омфала», а также в «Святом Георгии». Таким образом, примерно к 1606—1607 Рубенс нашел последовательность определенных цветов по всей плоскости своих картин, которую он смог легко перенести на свои ранние работы в Антверпене.
Картины «Воспитание Богородицы» и «Сусанна и старцы», датируемые примерно 1609—1610 годами, написаны в более мягком стиле с более приглушенными тонами. Тем не менее, «Саломея с головой Иоанна Крестителя» создает впечатление, что картина была написана раньше, и не только из-за итальянских отсылок. Есть веские основания предполагать, что это, возможно, первая работа, которую Рубенс написал по возвращении в Антверпен. Напряженная выпуклая мускулатура палача, возвращающего свой топор к фасциям, и тело Святого Иоанна, обезглавленного, возможно, минутой раньше и всё ещё корчащегося от боли, как правило, приглушаются в работах, написанных несколькими месяцами или годом позже. Однако схожие черты, и особенно выпуклая мускулатура, присутствуют в картине Рубенса «Каин, убивающий Авеля», которая датируется примерно 1608 годом и имеет не менее сильные претензии на то, чтобы считаться одной из первых работ, написанных им в Антверпене. Она тоже полна итальянских воспоминаний, хотя скорее скульптурных, чем живописных.
Неудивительно, что темой одной из своих первых картин после возвращения в Антверпен Рубенс выбрал «Саломею с головой Иоанна Крестителя». Эта тема была частью давно сложившегося художественного канона, и к ней обращались художники, начиная с эпохи Возрождения. Но в эпоху раннего барокко драматизм этого эпизода был признан многими художниками, и молодой, амбициозный Рубенс должен был понимать, какое сильное воздействие окажет его собственная интерпретация.

## Сюжет
Работа Рубенса следует многовековой традиции изображения обезглавливания святого Иоанна Крестителя по требованию Саломеи, дочери царя Ирода Боэта. Среди других известных изображений библейской истории — картины Караваджо и Артемизии Джентилески. Многие художники изображали голову пророка на блюде, но Рубенс пошёл ещё дальше: кровь брызжет из его шеи, когда голова лежит на серебряном подносе. В леденящей душу детали Саломея смотрит вниз на голову, не обращая внимания на происходящее.
Рубенс изобразил момент вскоре после отсечения головы, когда обнаженный до плеч палач, изображенный в профиль спиной к зрителю, начинает убирать меч в ножны и небрежно ставит ногу на безжизненное тело Иоанна Крестителя. Его мышцы вздуваются от поднятого предплечья, вдоль напряженной спины и вниз по левой икре. Обезглавленное тело Иоанна Крестителя в нижней части композиции, всё ещё фонтанирует кровью. В центре композиции голову Иоанна Крестителя, уже обескровленную, держат на серебряном блюде и пожилая служанка, и юный паж, оба они смотрят на Саломею, стоящую справа. Маленький паж, зажатый между главными героями сцены, едва выдерживает тяжелый вес возницы, и голова Иоанна начинает соскальзывать влево, измазанная кровью святого. Старая служанка тянет за язык Крестителя, «оскорбительный орган», делая абсолютно ясной для зрителя причину казни Крестителя — его словесное предостережение против кровосмешения.

## Провенанс
Между 1666 и 1700 гг. картина хранилась в Мадридском Алькасаре, резиденции испанских монархов. Затем, согласно сургучной печати на обороте, перешла во владение семьи Ле Камю. После продажи частному коллекционеру 9 мая 1768 года картина исчезла почти на 200 лет, до тех пор пока не была приобретена 14 июня 1987 года, где фигурировала как работа «мастерской Рубенса» Шарлем Бейли. В 2000 году приобретена частным коллекционером.

## Исследования
Дубовая панель состоит из четырех горизонтальных досок балтийского дуба. На оборотной стороне видны следы спиливания. На обороте сохранились оригинальные скосы сверху, снизу и с левой стороны панели (если смотреть спереди), но не слева.
Однако, если смотреть спереди, картина завершена у правого края, вертикальные мазки кисти отмечают предполагаемый край композиции, с просвечивающей имприматурой у края. Тот же эффект можно увидеть у левого края, слева от стоящей фигуры в красном, но не ниже, предположительно потому, что Рубенс продлил стопу Святого Иоанна ближе к левой части плоскости картины — карниз, на который он опирается, аналогичным образом продлен до края панели. Следовательно, мы можем быть уверены, что правый край был обрезан до начала работы над картиной, возможно, чтобы соответствовать размерам запланированного пространства, например, над мантией.

### Дендрохронология
Согласно анализу древесных колец, проведенного Яном Тайерсом, панель составлена из четырёх досок из дуба, произрастающего в восточной части Балтийского региона. Самое позднее древесное кольцо датируется 1590 годом. С учетом заболони и выдержки самая ранняя дата использования — около 1596 года, но более правдоподобная дата — первые два десятилетия XVII века. Таким образом, вероятная дата написания картины, 1609 год, полностью соответствует дендрохронологическим данным.

### Работа с краской
Работа написана очень энергично, в манере, прекрасно отражающей её драматичный сюжет, с ритмом основных цветов в заданной последовательности. Во многих местах, особенно в драпировках, краска нанесена густо, с контрастом между короткими, густыми мазками и более длинными часто поперечными мазками, нанесенными сверху, где Рубенс позволяет краске стекать с кисти, пока мазки не станут тоньше. В некоторых местах, особенно в костюме Саломеи, он наносит густую жёлтую краску поверх нижнего слоя более красного пигмента, позволяя обоим пигментам смешиваться. На всей картине Рубенс использует насыщенный красный пигмент для обводки контуров фигур, рук, конечностей и тканей. Это характерная особенность, встречающаяся во всех ранних работах Рубенса, включая те, что были написаны в Италии, но она становится гораздо менее заметной характеристикой его стиля, начиная примерно с 1612 года. В ряде мест Рубенс намеренно оставил видимую имприматуру, что характерно и для других его ранних работ.